# 神戸政次
神戸 政次（かんべ まさじ、1849年（嘉永2年9月）- 1925年（大正14年）7月27日）は、明治から大正期の地主、林業家、政治家。貴族院多額納税者議員。

## 経歴
日向国那珂郡、のちの宮崎県南那珂郡福島村（福島町を経て現串間市福島）で、大地主で山林経営を行う神戸財閥の本家に生まれる。
1878年（明治11年）南那珂郡都井村大納戸村戸長に就任。同西方村連合村会議員、宮崎県会議員なども務めた。
1893年（明治26年）宮崎県多額納税者として補欠選挙で貴族院議員に互選され、同年10月10日から1897年（明治30年）9月28日まで1期在任した。